# Ales
Ales (sardinsky: Àbas) je italská obec (comune) v provincii Oristano v regionu Sardinie. Nachází se ve výšce 194 metrů nad mořem a žije v ní přibližně 1 300 obyvatel. Rozloha obce je 22,45 km².